# Ixodes pararicinus
Ixodes pararicinus este o specie de căpușe din genul Ixodes, familia Ixodidae, descrisă de James E. Keirans și Clifford în anul 1985. Conform Catalogue of Life specia Ixodes pararicinus nu are subspecii cunoscute.